# 디스플레이 장치

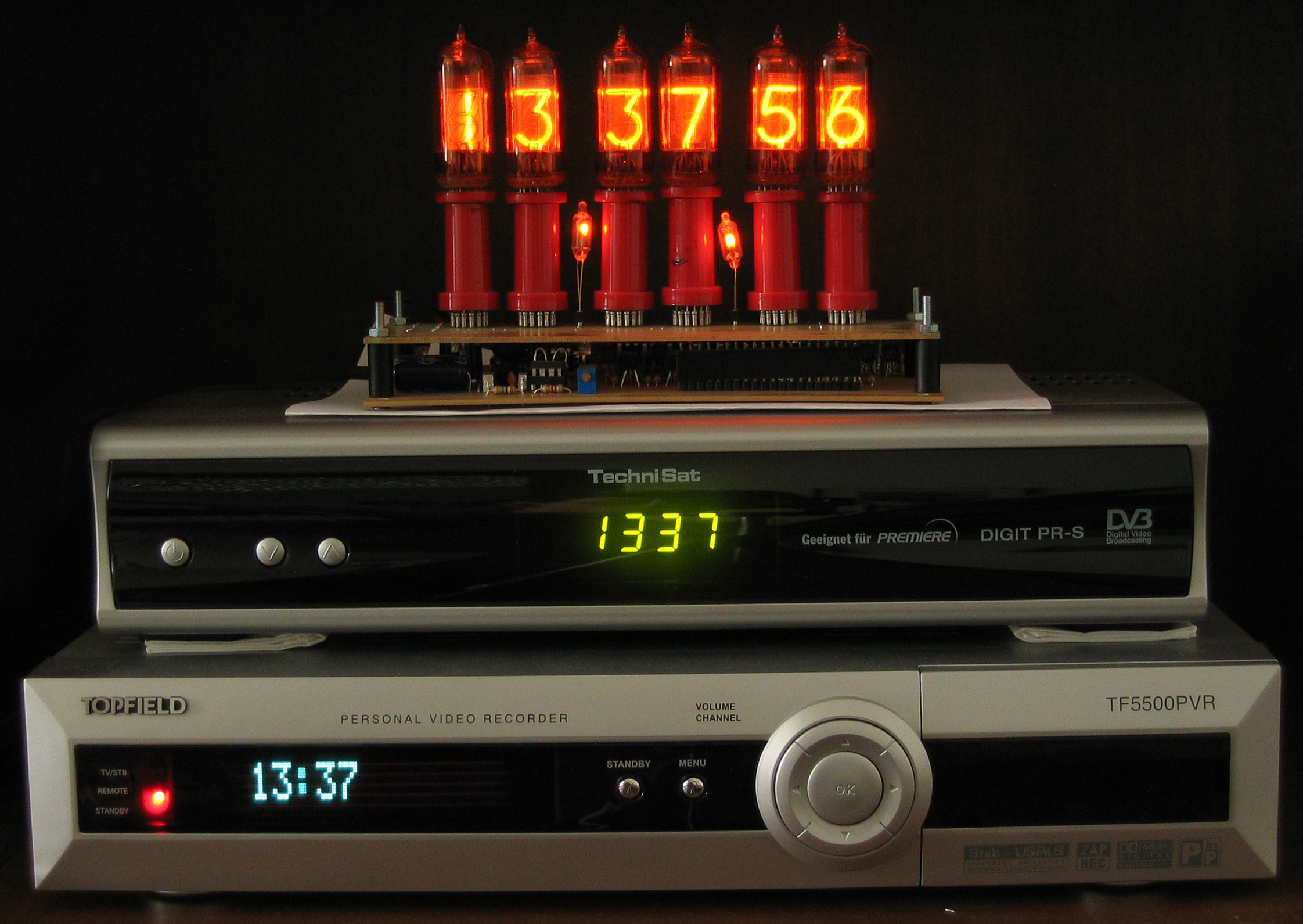
닉시관, LED 디스플레이 및 진공 형광 디스플레이, 위에서 아래로

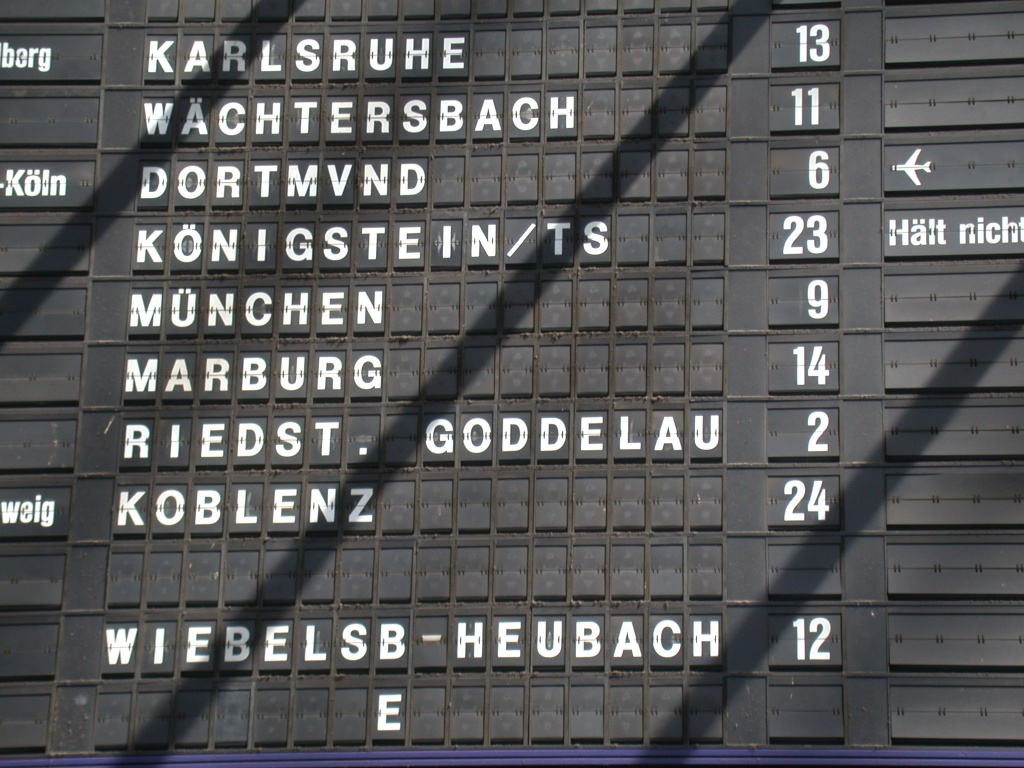
프랑크푸르트 중앙역 디스플레이 보드 (2005)

디스플레이 장치 또는 디스플레이 디바이스(device display)는 정보를 시각 또는 촉각 형태(후자는 시각 장애인을 위한 재생 가능 점자 디스플레이에 사용됨)로 제공하는 출력 장치이다. 제공되는 입력 정보가 전기 신호인 경우 디스플레이를 전자시각표시장치라고 한다.
전자 시각 디스플레이의 일반적인 응용 분야는 텔레비전 수상기 또는 컴퓨터 모니터이다.

## 전자 디스플레이 유형

### 현재 사용 중
다음은 오늘날 사용되는 다양한 디스플레이를 만드는 데 사용되는 기술이다.
- 액정 디스플레이 (LCD)
  - 발광 다이오드(LED) 백라이트 LCD
  - 박막 트랜지스터(TFT) LCD
  - 퀀텀닷(QLED) 디스플레이
- 발광 다이오드(LED) 디스플레이
  - OLED 디스플레이
  - AMOLED 디스플레이
  - 슈퍼 AMOLED 디스플레이

#### 세그먼트 디스플레이

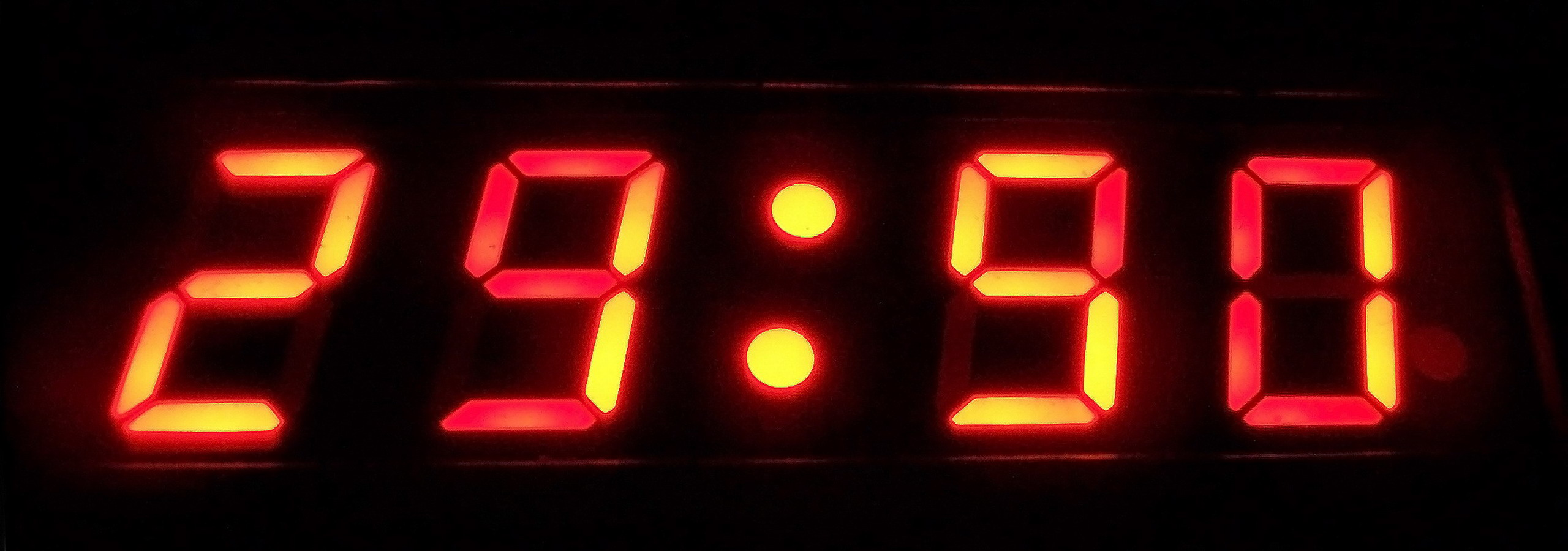
숫자가 바뀌는 디지털 시계

나란히 표시된 일반적인 세그먼트 디스플레이: 7-세그먼트, 9-세그먼트, 14-세그먼트 및 16-세그먼트 디스플레이

일부 디스플레이는 숫자 또는 영숫자만 표시할 수 있다. 이러한 디스플레이는 원하는 자체 모양을 나타내기 위해 켜지고 꺼지는 여러 세그먼트로 구성되어 있기 때문에 세그먼트 디스플레이라고 불린다. 세그먼트는 일반적으로 단일 LED 또는 액정이다. 주로 디지털 시계와 계산기에 사용된다. 일반적인 유형은 숫자만 표시하는 7세그먼트 표시 장치와 숫자 및 로마자 알파벳을 표시할 수 있는 영숫자 14세그먼트 표시 장치 및 16세그먼트 표시 장치이다.

### 기타 유형
- 진공 형광 디스플레이
- 전자 발광(ELD) 디스플레이
- 플라스마(PDP) 디스플레이
- 레이저 구동 인광체 디스플레이

브라운관도 과거에는 널리 사용되었다.

#### 전체 영역 2차원 디스플레이
전체 영역(보통 직사각형)을 덮는 2차원 디스플레이는 비디오를 표시하는 주요 방식이므로 비디오 디스플레이라고도 불린다.

##### 전체 영역 2차원 디스플레이의 응용 분야
전체 영역 2차원 디스플레이는 예를 들어 다음에서 사용된다.
- 텔레비전 수상기
- 컴퓨터 모니터
- 헤드 마운티드 디스플레이, 헤드업 디스플레이 및 가상 현실 헤드셋
- 방송 레퍼런스 모니터
- 의료용 모니터
- 모바일 디스플레이 (모바일 장치용)
- 스마트폰 디스플레이 (스마트폰용)
- 비디오 월

##### 전체 영역 2차원 디스플레이의 기반 기술
전체 영역 2차원 디스플레이의 기반 기술은 다음과 같다.
- 브라운관 디스플레이 (CRT)
- 발광 다이오드 디스플레이 (LED)
- 전자 발광식 표시 장치 (ELD)
- 전자종이, E 잉크
- 플라스마 디스플레이 패널 (PDP)
- 액정 디스플레이 (LCD)
  - 고성능 주소 지정 디스플레이 (HPA)
  - 박막 트랜지스터 디스플레이 (TFT)
- 유기 발광 다이오드 디스플레이 (OLED)
- 디지털 광원 처리 디스플레이 (DLP)
- 표면 전도 전자 방출 디스플레이 (SED) (실험용)
- 전계 방출 디스플레이 (FED) (실험용)
- 레이저 TV (예정)
- 탄소 나노튜브 (실험용)
- 퀀텀닷 디스플레이 (QLED)
- 간섭계 변조기 디스플레이 (IMOD)
- 디지털 마이크로 셔터 디스플레이 (DMS)
- 마이크로LED (개발 중)

멀티플렉스 디스플레이 기술은 대부분의 디스플레이 장치를 구동하는 데 사용된다.

#### 3차원 디스플레이
- 스윕트 볼륨 디스플레이
- 레이저 디스플레이
- 홀로그래픽 디스플레이
- 광장 디스플레이
- 안도트로프

## 기계식 유형
- 티커 테이프 (역사적)
- 스플릿 플랩 디스플레이 (또는 단순히 플랩 디스플레이)
- 플립 디스크 디스플레이 (또는 플립 도트 디스플레이)
- 베인 디스플레이
- 롤사인
- 촉각 전자 디스플레이는 일반적으로 시각 장애인을 위한 것이다. 이러한 디스플레이는 전기 기계 부품을 사용하여 촉각 이미지(보통 텍스트)를 동적으로 업데이트하여 손가락으로 이미지를 느낄 수 있도록 한다.
  - 옵타콘, 빛 대신 금속 막대를 사용하여 촉각 감각으로 시각 장애인에게 이미지를 전달한다.

## 같이 보기
- CRT, LCD, 플라스마 및 OLED 디스플레이 비교
- 그래픽 사용자 인터페이스
- 디스플레이 기술의 역사
- 사용자 인터페이스
- 입력 장치
- 텍스트 디스플레이